# 尼扎替丁
尼扎替丁（INN：nizatidine）是一種组胺H2受体阻抗剂，主要用於抑制胃酸的分泌，並用于治疗消化道溃疡和胃食道逆流。尼扎替丁由礼来公司開發，並以商品名稱Tazac和Axid推出市場。

## 醫療用途
尼扎替丁主要用於治疗胃溃疡、十二指肠溃疡和胃食道逆流(GERD)，並用於預防压力性溃疡。

## 副作用
尼扎替丁的已知副作用通常是轻微而罕见的，當中包括腹泻、便秘、疲倦、昏睡、头痛和肌肉痛。

## 历史
尼扎替丁由礼来公司開發，並於1987年首次上市。尼扎替丁一般被認為與雷尼替丁等效，而兩種藥物的不同之處在於尼扎替丁用噻唑環取代了雷尼替丁中的呋喃環。在2000年9月，礼来公司宣布他們將向Reliant Pharmaceuticals出售尼扎替丁的銷售權。隨後，Reliant Pharmaceuticals在獲得美國食品和藥物管理局（FDA）的批准後，於2004年推出了尼扎替丁的口服溶液。 但是，在一年後，Reliant Pharmaceuticals將尼扎替丁口服溶液（包括其專利）的權利出售給Braintree Laboratories。
尼扎替丁是在氫離子幫浦阻斷劑出現之前，所推出的最後一種組胺H2受體拮抗劑。

## 外部連結
- Dailymed.nlm.nih.gov （页面存档备份，存于）
- Axid@FDA （页面存档备份，存于）
- 尼扎替丁口服溶液